# Étang Blaou
L'étang Blaou est un étang situé dans les Pyrénées française à 2 335 m d'altitude dans le Sabarthès en Ariège sur la commune de Gestiès.

## Géographie
Il se trouve près de la frontière avec l'Andorre. En forme approximative d'un demi-cercle, il est en contrebas du port de Siguer et cerné par le pic de Thoumasset (2 741 m) sur sa bordure Est, le pic de Bagnels (2 638 m) au Sud et le pic de l'étang Blaou (2 661 m) au Nord. Son émissaire le ruisseau de l'étang Blaou conflue par l'Ouest avec le ruisseau de Peyregrand à 1 976 m d'altitude. Son altitude et son enclavement entre des pics par trois côtés le maintiennent durablement gelé.

## Voies d'accès

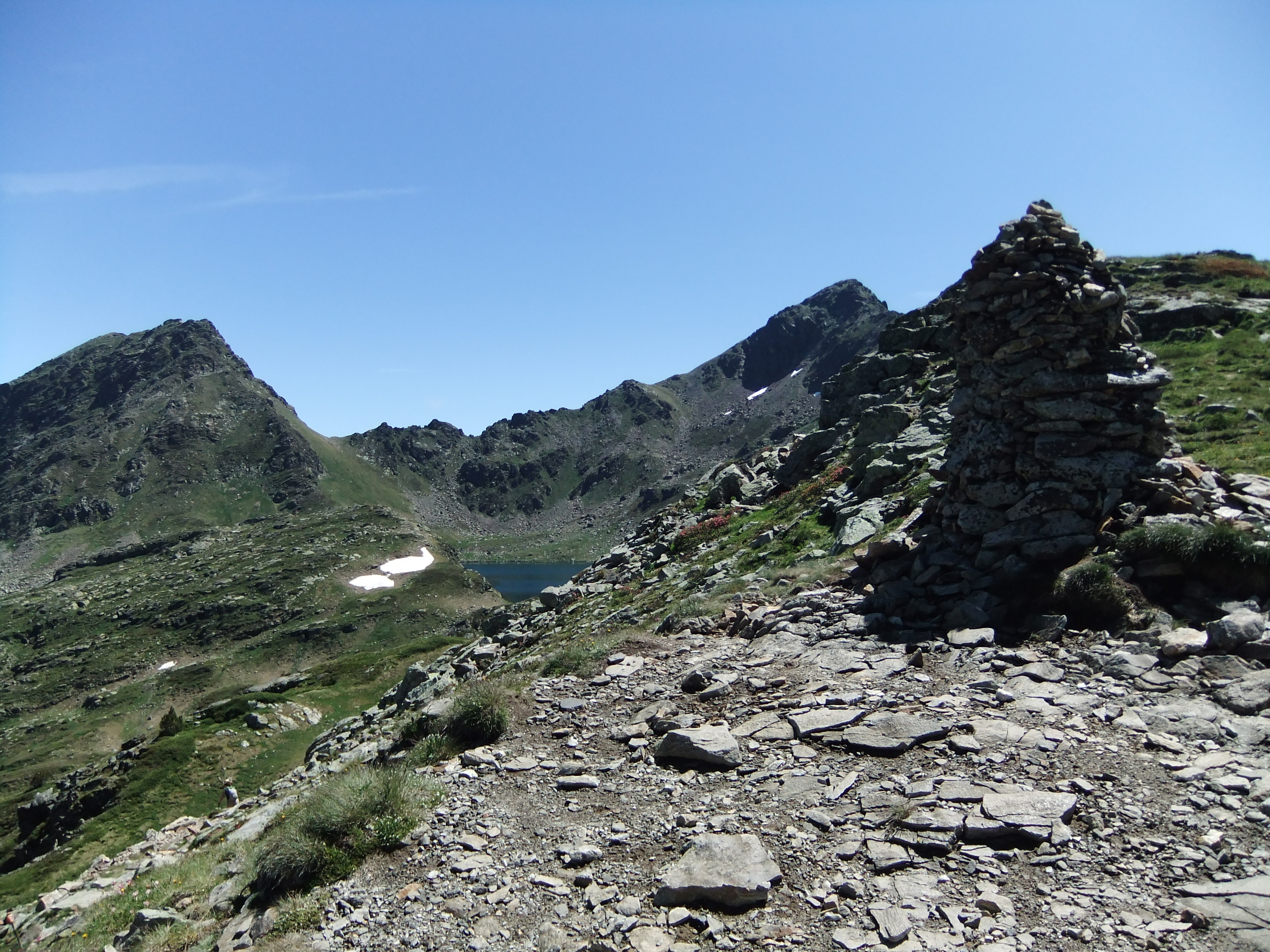
L'étang vu depuis le port de Siguer avec à gauche le pic de l'étang Blaou et à droite le pic de Thoumasset.

Sur le versant français, cette randonnée est longue et difficile mais beaucoup plus aisée et rapide (moins de 3 heures) par la vallée du Rialb en Andorre puis le port de Siguer avec un départ de El Serrat depuis un parking à 1970 m d'altitude.
A proximité se trouvent deux refuges non gardés, le cabane de Peyregrand à moins de 2 km de l'étang au nord avec 3 ou 4 couchages possibles (42° 40′ 16″ N, 1° 34′ 13″ E) et le refuge de Rialb sur le versant andorran.

## Faune
Le lézard pyrénéen d'Aurelio (Iberolacerta aurelioi) endémique des Pyrénées et observé dans le Haut-Vicdessos en 2004 est présent aux alentours.